# Людвиг II (великий герцог Гессенский)
Лю́двиг II Ге́ссен-Дармшта́дтский и Прире́йнский (нем. Ludwig II von Hessen und bei Rhein; 26 декабря 1777, Дармштадт — 16 июня 1848, Дармштадт) — великий герцог Гессенский и Прирейнский с 6 апреля 1830 года. Сын Людвига I и Луизы Гессен-Дармштадтской.

## Биография
Вступив на престол после Июльской революции, отразившейся и в Гессене, Людвиг посвятил все свои силы борьбе с революционными течениями и с ландтагом, отказавшимся принять его личные долги на счёт государства. Полицейские преследования либералов и демократов в Гессене отличались в то время особенной суровостью.
Испуганный революцией 1848 года, которая отразилась в Гессене не особенно сильными волнениями среди крестьян, Людвиг назначил 5 марта 1848 года своего сына Людвига соправителем, а вождя либеральной оппозиции Генриха Гагерна — министром внутренних дел.
30 августа 1801 года был награждён орденом Св. Андрея Первозванного.

## Семья
19 июня 1804 года в Карлсруэ женился на своей кузине Вильгельмине Баденской (1788—1836), дочери Карла Людвига Баденского и сестре императрицы Елизаветы Алексеевны, которая родила ему трёх детей:
- Людвиг (1806—1877);
- мертворождённый сын (1807);
- Карл (1809—1877).

Около 1820 года супруги стали жить отдельно. В 1820 году Вильгельмина приобрела Хайлигенберг, где поселилась со своим камергером красавцем бароном Августом фон Сенарклен де Гранси, от которого родила четырёх детей:
- Елизавета (1821—1826);
- мертворождённая дочь (1822—1822);
- Александр (1823—1888);
- Мария (1824—1880), ставшая впоследствии российской императрицей Марией Александровной.

Людвиг II с большой неохотой подтвердил своё отцовство внебрачных детей своей супруги, без сомнения благодаря вмешательству могущественных брата и сестёр Вильгельмины (великого герцога Баденского, императрицы России, королевы Баварии, королевы Швеции и герцогини Брауншвейгской). Тем не менее, внебрачные дети остались жить с матерью в Хайлигенберге.